# Wallmann-Ventil
Das sogenannte Wallmann-Ventil ist eine Sicherheitseinrichtung in deutschen Kernkraftwerken, das nach Umweltminister Walter Wallmann benannt wurde. Es soll die gefilterte Druckentlastung des Sicherheitsbehälters während eines Störfalls sicherstellen. Die geordnete Druckentlastung wird auch Venting genannt, vom englischen Wort für Entlüften.

## Vorgeschichte
Nach der Reaktorkatastrophe von Tschernobyl 1986 sah sich die Bundesregierung zum Handeln gezwungen. Als eine frühe Maßnahme war Walter Wallmann am 6. Juni 1986 vom damaligen Bundeskanzler Helmut Kohl zum ersten Bundesminister für Umwelt, Naturschutz und Reaktorsicherheit ernannt worden. Unter Wallmann war nun geplant, die Sicherheitsphilosophie der deutschen Kernkraftwerke nicht mehr fast ausschließlich auf die Verhinderung des größten anzunehmenden Unfalls (GAU) auszurichten. Stattdessen sei auch die Beherrschung auslegungsüberschreitender Unfälle in den Blick zu nehmen.

## Arbeit der Reaktor-Sicherheitskommission
Um diese Vorgaben umzusetzen, erbat die bundesdeutsche Reaktor-Sicherheitskommission (RSK) Anfang August 1986 von Kraftwerksherstellern, Elektrizitätsversorgungsunternehmen und Managern von Atomkraftwerken Auskünfte, wie bei einem Notfall mit Kernschmelze ein Versagen des Sicherheitsbehälters verhindert werden könne. Insbesondere solle verhindert werden, dass der Auslegungsdruck des Sicherheitsbehälters durch „langsamen Druckaufbau“ für längere Zeit überschritten werde. Diese Anfrage lief bereits auf den nachträglichen Einbau einer „Art Ventil samt Strahlenfilter“ hinaus. Zwei Wochen nach Bekanntwerden der Pläne Wallmanns und der RSK bezeichnete Der Spiegel diese Ventile als Wallmann-Ventile.

## Nachrüstpflicht
Als Ergebnis ihrer Analysen stellt die RSK fest, dass „jenseits der erforderlichen Schadensvorsorge Maßnahmen zur Eindämmung der Folgen hypothetischer Unfälle dann vorgesehen werden sollten, wenn mit vertretbarem Aufwand eine nennenswerte Minderung des ohnehin geringen Restrisikos erreicht werden kann.“ Für Druckwasserreaktoren schlug die RSK im Dezember 1986 unter Berücksichtigung erster Ergebnisse der Deutschen Risikostudie Kernkraftwerke, Phase B vor, eine gefilterte Druckentlastung des Reaktorsicherheitsbehälters bei Kernschmelzunfällen mit langsamem Druckaufbau vorzusehen. Wallmanns Nachfolger im Amt des Umweltministers, Klaus Töpfer, schrieb auf Grundlage der Empfehlungen der RSK dann 1987 als eine der umzusetzenden Maßnahmen den Einbau der Wallmann-Ventile vor.